# Sonzacate
Sonzacate es un distrito del departamento de Sonsonate, El Salvador. De acuerdo al censo salvadoreño de 2024, tiene una población de 28 226 habitantes.
| Censo | Población | Cambio | Porcentaje |
| ----- | --------- | ------ | ---------- |
| 2007  | 25 005    | N/D    | N/D        |
| 2024  | 28 226    | 3 221  | 12.9%      |

## Historia
A finales del siglo XVII, la región formaba parte de la hacienda de don Juan Díaz Gómez, quien, al no tener sucesión legítima, decidió en su testamento que la heredad pasase a los colonos y arrendatarios del lugar, con la condición de que allí fuese fundado un poblado con el nombre de San Miguel, por ser él mismo devoto de San Miguel Arcángel. El poblado fue erigido el 8 de mayo de 1732 como San Miguel Sonzacate.
En 1770, según Pedro Cortés y Larraz, existían 370 habitantes. 

### Pos-independencia
En el informe de mejoras materiales del departamento de Sonsonate hecho por el gobernador Tomás Medina en el 6 de septiembre de 1854, notó: "Se está reparando actualmente el Cabildo: se han compuesto los caminos, y se terraplenó un barranco, que el curso del agua había hecho antes de llegar al río de Ceniza; de forma que, según informes de aquel Alcalde, pueden pasar carretas sin estropiezo alguno; y además se han compuesto 792 varas del camino real que de aquel mismo pueblo conduce a esta ciudad."
En el informe del 12 de octubre, el gobernador Tomás Medina, notó: "Se concluyó el reparo del cabildo: se limpió el cementerio: se reparó la capilla: se desyerbó la plazuela de la misma iglesia y los solares del pueblo. Se está reedificando la Iglesia y está construyendo un estribo de calicanto, y se reúne material para concluirla, y se compusieron los caminos."
En el 21 de marzo de 1901, la Asamblea Nacional Legislativa, a propuesta del Poder Ejecutivo, decretó la extinción de los pueblos de Sonzacate, San Antonio del Monte, y Nahulingo. La Municipalidad de Sonsonate recibió por inventario los archivos, mobiliario, cuentas y existencias en especies y dinero de los pueblos, que serían regidos y gobernados como barrios de la ciudad, y todas las propiedades de las municipalidades de los pueblos extinguidos pasaron a ser propiedad de la de Sonsonate. El decreto es aprobado por el presidente Tomás Regalado en el 23 de marzo y publicado en el Diario Oficial en el 28 de marzo. En el 28 de marzo de 1905, la Asamblea Nacional Legislativa emitió un decreto legislativo que erigió de nuevo en pueblos los barrios de San Antonio del Monte, Nahulingo y Sonzacate; la municipalidad de Sonsonate entregó a las municipalidades respectivas el mobiliario, archivo y documentos correspondientes. El decreto fue sancionado por el presidente Pedro José Escalón el mismo día 28 de marzo.

## Información general
El distrito cubre un área de 8,4 km², y  su nombre proviene de centzunzacat, que en idioma náhuat quiere decir «zacate grande»; otra versión indica que tendría el significado de «cuatrocientas hierbas».